# Carlos Aboim Inglez
Carlos Aboim Inglez, né le 5 janvier 1930 à Lisbonne et mort le 13 février 2002 dans la même ville, est une personnalité politique  portugaise et militant communiste.

## Biographie
Carlos Aboim Inglez naît le 5 janvier 1930 à Lisbonne.
Sa femme, Maria Adelaide Aboim Inglez, est également une militante communiste qui vit clandestinement avec son mari.
Il est condamné à huit ans d'incarcération dans la prison de Caxias par le régime de l'Estado Novo.